# Đội tuyển bóng đá quốc gia Pakistan
Đội tuyển bóng đá quốc gia Pakistan (tiếng Urdu: پاکستان قومی فٹ بال ٹیم) là đội tuyển cấp quốc gia của Pakistan do Liên đoàn bóng đá Pakistan (PFF) quản lý.
Trận thi đấu quốc tế đầu tiên của đội tuyển Pakistan là trận gặp đội tuyển Iran vào năm 1950. Thành tích tốt nhất của đội cho đến nay là vị trí thứ ba của Giải vô địch bóng đá Nam Á 1997.

## Danh hiệu
- Vô địch Nam Á: 0

Hạng ba: 1997

## Thành tích quốc tế

### Giải vô địch bóng đá thế giới
| Năm           | Thành tích                        |
| ------------- | --------------------------------- |
| 1930 đến 1938 | Không tham dự vì thuộc Đế chế Anh |
| 1950 đến 1986 | Không tham dự                     |
| 1990 đến 2026 | Không vượt qua vòng loại          |
| Tổng cộng     | 0/10                              |

### Cúp bóng đá châu Á
| Năm           | Thành tích               |
| ------------- | ------------------------ |
| 1956          | Bỏ cuộc                  |
| 1960          | Không vượt qua vòng loại |
| 1964          | Bỏ cuộc                  |
| 1968 đến 1972 | Không vượt qua vòng loại |
| 1976          | Bỏ cuộc                  |
| 1980          | Không tham dự            |
| 1984 đến 2023 | Không vượt qua vòng loại |
| Tổng cộng     | 0/13                     |

### Giải vô địch bóng đá Nam Á
| Năm  | Chủ nhà                              | Thứ hạng      |
| ---- | ------------------------------------ | ------------- |
| 1993 | Lahore, Pakistan                     | 4th           |
| 1995 | Colombo, Sri Lanka                   | Vòng 1        |
| 1997 | Kathmandu, Nepal                     |               |
| 1999 | Margao, Ấn Độ                        | Vòng 1        |
| 2003 | Dhaka, Bangladesh                    | 4th           |
| 2005 | Islamabad, Pakistan                  | Bán kết       |
| 2008 | Malé, Maldives và Colombo, Sri Lanka | Vòng 1        |
| 2009 | Dhaka, Bangladesh                    | Vòng 1        |
| 2011 | New Delhi, Ấn Độ                     | Vòng 1        |
| 2013 | Kathmandu, Nepal                     | Vòng 1        |
| 2015 | Kerala, Ấn Độ                        | Không tham dự |
| 2018 | Dhaka, Bangladesh                    | Bán kết       |
| 2020 | Dhaka, Bangladesh                    | Chưa xác định |

### Cúp Challenge AFC
| Năm           | Thành tích               | Pld                      | W                        | D                        | L                        | GS                       | GA                       |
| ------------- | ------------------------ | ------------------------ | ------------------------ | ------------------------ | ------------------------ | ------------------------ | ------------------------ |
| 2006          | Vòng bảng                | 3                        | 1                        | 1                        | 1                        | 3                        | 4                        |
| 2008 đến 2014 | Không vượt qua vòng loại | Không vượt qua vòng loại | Không vượt qua vòng loại | Không vượt qua vòng loại | Không vượt qua vòng loại | Không vượt qua vòng loại | Không vượt qua vòng loại |
| Tổng cộng     | -                        | 3                        | 1                        | 1                        | 1                        | 3                        | 4                        |

### Cúp bóng đá Đoàn kết AFC
| Năm  | Thành tích         | Pld                | W                  | D                  | L                  | GS                 | GA                 |
| ---- | ------------------ | ------------------ | ------------------ | ------------------ | ------------------ | ------------------ | ------------------ |
| 2016 | Không tham dự      | Không tham dự      | Không tham dự      | Không tham dự      | Không tham dự      | Không tham dự      | Không tham dự      |
| 2020 | Vượt qua vòng loại | Vượt qua vòng loại | Vượt qua vòng loại | Vượt qua vòng loại | Vượt qua vòng loại | Vượt qua vòng loại | Vượt qua vòng loại |

### Á vận hội
- (Nội dung thi đấu dành cho cấp đội tuyển quốc gia cho đến kỳ Đại hội năm 1998)

| Năm       | Thành tích    | Pld | W | D | L  | GS | GA |
| --------- | ------------- | --- | - | - | -- | -- | -- |
| 1951      | Không tham dự | 0   | 0 | 0 | 0  | 0  | 0  |
| 1954      | Vòng bảng     | 2   | 1 | 0 | 1  | 7  | 4  |
| 1958      | Vòng bảng     | 2   | 0 | 1 | 1  | 2  | 4  |
| 1962-1970 | Không tham dự | 0   | 0 | 0 | 0  | 0  | 0  |
| 1974      | Vòng bảng     | 3   | 1 | 0 | 2  | 6  | 13 |
| 1978-1982 | Không tham dự | 0   | 0 | 0 | 0  | 0  | 0  |
| 1986      | Vòng bảng     | 4   | 0 | 0 | 4  | 2  | 15 |
| 1990      | Vòng bảng     | 3   | 0 | 0 | 3  | 1  | 16 |
| 1994-1998 | Không tham dự | 0   | 0 | 0 | 0  | 0  | 0  |
| Tổng cộng | 5/13          | 14  | 2 | 1 | 11 | 18 | 52 |

## Cầu thủ

### Đội hình
Đây là đội hình triệu tập tham dự vòng loại World Cup 2022 gặp Campuchia vào các ngày 6 và 11 tháng 6 năm 2019.
Số liệu thống kê tính đến ngày 11 tháng 6 năm 2019 sau trận gặp Campuchia.

| Số | VT | Cầu thủ                  | Ngày sinh (tuổi)           | Trận | Bàn | Câu lạc bộ                 |
| -- | -- | ------------------------ | -------------------------- | ---- | --- | -------------------------- |
| 1  | TM | Yousuf Butt              | 18 tháng 10, 1989          | 19   | 0   | Tårnby Boldklub            |
| 20 | TM | Muzammil Hussain         | 6 tháng 9, 1993            | 2    | 0   | WAPDA                      |
| 22 | TM | Ahsanullah Ahmed         | 25 tháng 2, 1995           | 2    | 0   | Sui Southern Gas           |
|    |    |                          |                            |      |     |                            |
| 2  | HV | Umer Hayat               | 22 tháng 10, 1996          | 3    | 0   | WAPDA                      |
| 3  | HV | Abdullah Qazi            | 25 tháng 3, 1995 (23 tuổi) | 5    | 0   | La Máquina FC              |
| 4  | HV | Yaqoob Ijaz Butt         | 18 tháng 9, 1988           | 5    | 0   | Jægersborg Boldklub        |
| 6  | HV | Zesh Rehman (Đội trưởng) | 14 tháng 10, 1983          | 25   | 1   | Southern                   |
| 14 | HV | Ali Khan Niazi           | 14 tháng 12, 2000          | 0    | 0   | K-Electric                 |
| 17 | HV | Ali Uzair                | 14 tháng 10, 1996          | 2    | 0   | WAPDA                      |
|    |    |                          |                            |      |     |                            |
| 8  | TV | Mehmood Khan             | 10 tháng 6, 1991           | 10   | 0   | Khan Research Laboratories |
| 18 | TV | Samir Nabi               | 16 tháng 12, 1996          | 2    | 0   | Torquay United             |
| 19 | TV | Navid Rahman             | 26 tháng 5, 1996           | 2    | 0   | Achilles                   |
| 23 | TV | Rahis Nabi               | 15 tháng 4, 1999           | 2    | 0   | Alvechurch                 |
|    |    |                          |                            |      |     |                            |
| 7  | TĐ | Ahmed Faheem             | 4 tháng 12, 1994           | 3    | 1   | WAPDA                      |
| 9  | TĐ | Muhammad Ali             | 2 tháng 9, 1989            | 15   | 2   | Greve Fodbold              |
| 10 | TĐ | Hassan Bashir (Đội phó)  | 7 tháng 1, 1987            | 21   | 8   | Tårnby Boldklub            |
| 11 | TĐ | Adnan Mohammad           | 2 tháng 7, 1996            | 3    | 0   | Lyngby                     |
| 12 | TĐ | Tabish Hussain           | 6 tháng 6, 2001            | 2    | 0   | Guiseley                   |
| 16 | TĐ | Muhammad Riaz            | 27 tháng 2, 1996           | 8    | 2   | K-Electric                 |

### Triệu tập gần đây
| Vt | Cầu thủ                | Ngày sinh (tuổi)           | Số trận | Bt | Câu lạc bộ                 | Lần cuối triệu tập                 |
| -- | ---------------------- | -------------------------- | ------- | -- | -------------------------- | ---------------------------------- |
| TM | Saqib Hanif            | 28 tháng 4, 1994 (24 tuổi) | 2       | 0  | BA. A. Maalhos             | 2018 SAFF Championship             |
|    |                        |                            |         |    |                            |                                    |
| HV | Ahsan Ullah            | 13 tháng 12, 1992          | 4       | 0  | Khan Research Laboratories | Asian Games Prep. Camp             |
| HV | Faisal Iqbal           | 8 tháng 4, 1992            | 18      | 0  | National Bank              | Asian Games Prep. Camp             |
| HV | Mohsin Ali             | 1 tháng 6, 1996 (22 tuổi)  | 8       | 0  | WAPDA                      | 2018 SAFF Championship             |
| HV | Shehbaz Younus         | 2 tháng 3, 1996 (22 tuổi)  | 3       | 0  | Pakistan Army              | 2018 SAFF Championship             |
| HV | Mehdi Hassan           | 20 tháng 6, 1999           | 1       | 0  | Pakistan Airforce          | v. Palestine, 16 tháng 11 năm 2018 |
| HV | Saad Ahmed             | 29 tháng 10, 1997          | 0       | 0  | Al-Mesaimeer               | {{{lần cuối}}}                     |
|    |                        |                            |         |    |                            |                                    |
| TV | Saddam Hussain         | 10 tháng 4, 1993 (25 tuổi) | 22      | 0  | Sui Southern Gas           | v. Palestine, 16 tháng 11 năm 2018 |
| TV | Bilawal Ur-Rehman      | 4 tháng 10, 1993 (24 tuổi) | 5       | 0  | Sui Southern Gas           | 2018 SAFF Championship             |
| TV | Saadullah Khan         | 4 tháng 6, 1994 (24 tuổi)  | 7       | 1  | Sui Southern Gas           | 2018 SAFF Championship             |
| TV | Adel Rehman            | 6 tháng 6, 1995            | 0       | 0  | ProStars                   | Vòng loại World Cup 2022 PRE       |
| TV | Muhammad Adil          | 9 tháng 7, 1992 (26 tuổi)  | 19      | 0  | KRL                        | 2018 SAFF Championship             |
| TV | Naveed Ahmed           | 3 tháng 1, 1993 (25 tuổi)  | 8       | 0  | KRL                        | v. Palestine, 16 tháng 11 năm 2018 |
| TV | Zainul Abideen Ishaque | 25 tháng 5, 1998           | 0       | 0  | Civil Aviation Authority   | v. Palestine, 16 tháng 11 năm 2018 |
|    |                        |                            |         |    |                            |                                    |
| TĐ | Shabban Hussain        | 15 tháng 5, 1996           | 0       | 0  | Vanløse IF                 | Vòng loại World Cup 2022 PRE       |
| TĐ | Mansoor Khan           | 20 tháng 2, 1997           | 8       | 0  | Pakistan Airforce          | v. Palestine, 16 tháng 11 năm 2018 |